# ATP Challenger Bloomfield Hills
Das ATP Challenger Bloomfield Hills (offizieller Name: Cranbrook Tennis Classic) ist ein seit 2023 stattfindendes Tennisturnier in Bloomfield Hills, Michigan. Es ist Teil der ATP Challenger Tour und wird im Freien auf Hartplatz ausgetragen.

## Liste der Sieger

### Einzel
| Jahr | Sieger        | Finalgegner         | Ergebnis        |
| ---- | ------------- | ------------------- | --------------- |
| 2025 | Mark Lajal    | Andres Martin       | 6:77, 7:5, 7:69 |
| 2024 | Learner Tien  | Nishesh Basavareddy | 4:6, 6:3, 6:4   |
| 2023 | Steve Johnson | Michail Kukuschkin  | 6:4, 6:77, 7:64 |

### Doppel
| Jahr | Sieger                         | Finalgegner                    | Ergebnis         |
| ---- | ------------------------------ | ------------------------------ | ---------------- |
| 2025 | Hsu Yu-hsiou Huang Tsung-hao   | Theo Winegar Michael Zheng     | 4:6, 6:3, [11:9] |
| 2024 | Ryan Seggerman Patrik Trhac    | Ozan Baris Nishesh Basavareddy | 4:6, 6:3, [10:6] |
| 2023 | Tristan Schoolkate Adam Walton | Blake Ellis Calum Puttergill   | 7:5, 6:3         |